# Mesostigma
Mesostigma,  rod parožina, jedini je predstavnik porodice Mesostigmataceae, reda Mesostigmatales i razreda Mesostigmatophyceae. Postoje dvije priznate vrste, od kojih je tipična slatkovodna alga Mesostigma viride
Vrsta Mesostigma grande Korshikov, 1938, još nije temeljito ispitana, ali je taksonomski prihvaćen.

## Vrste
1. Mesostigma grande Korshikov
2. Mesostigma viride Lauterborn